# توماس رایت
توماس رایت (انگلیسی: Thomas Wright (astronomer)؛ ۲۲ سپتامبر ۱۷۱۱ – ۲۵ فوریهٔ ۱۷۸۶) یک ستاره‌شناس اهل بریتانیا بود. وی نخستین فردی بود که شکل کهکشان راه شیری را توصیف کرد.